# Bergematerial

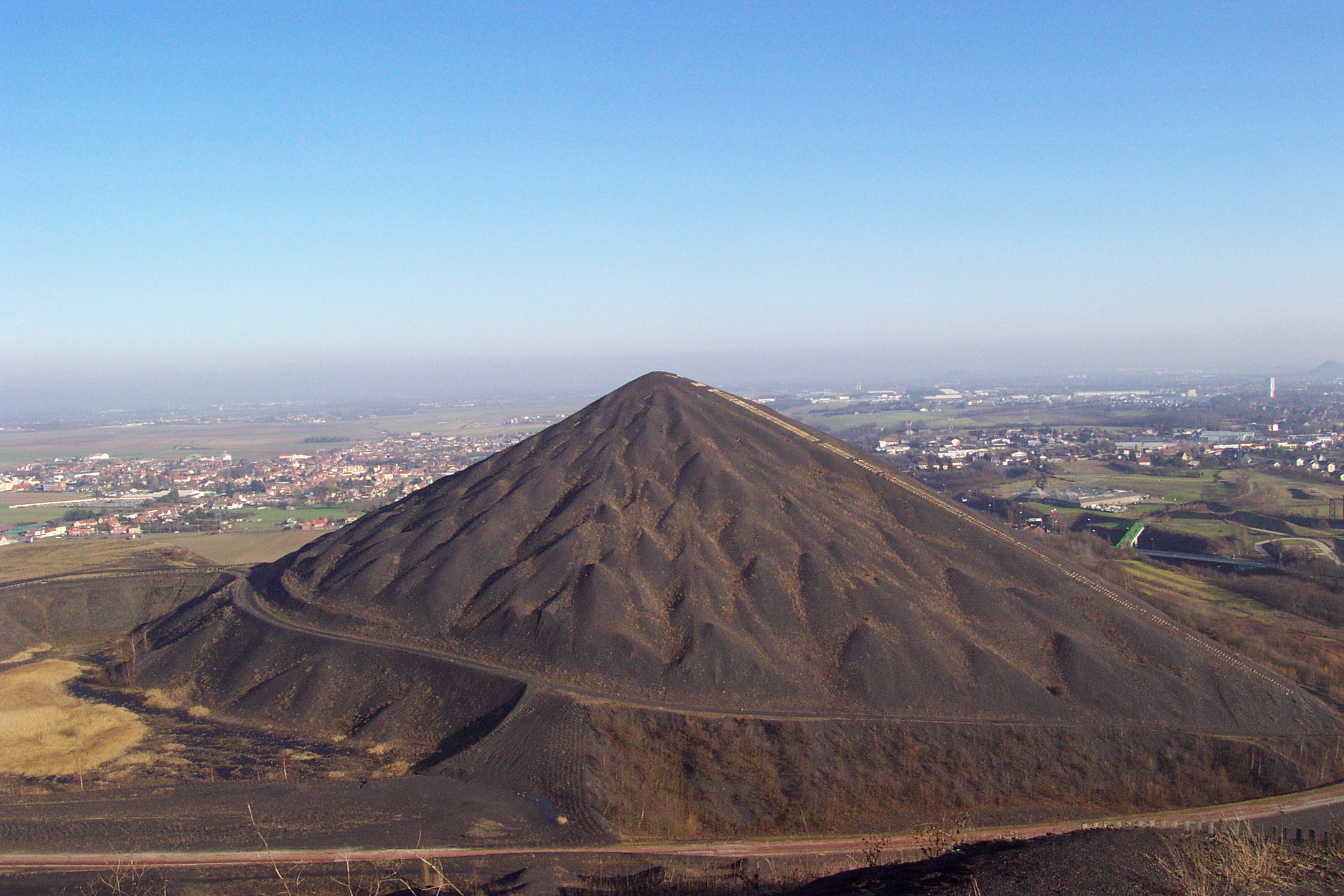
Bergehalde mit Zufahrt, Loos-en-Gohelle, 2006

Als Bergematerial oder Berge bezeichnet man das bei der Aufbereitung von abgebauten Bodenschätzen anfallende taube Gestein.

## Begriffsabgrenzung
Im klassischen Sinne, nach Scheuchenstuel, bezeichnet man als Berge bzw. Bergematerial

„[...] jene metallosen Gesteinsstücke, die bei der Bergarbeit abfallen, und entweder zum Anfüllen der leeren, nicht mehr benöthigten Räume in der Grube (zum Versetzen, s. d. A.) dienen oder ausgefördert (s. d. A.) und auf grosse Haufen (Halden, s. d. A.) geschüttet (gestürzt, s. d. A.) werden.“

Der übergeordnete Begriff taubes Gestein bezeichnet nicht verwertbares Gesteinsmaterial, unabhängig davon, ob es bereits ausgebrochen wurde oder sich noch im ursprünglichen Gebirgsverband befindet.
Der übergeordnete Begriff Haufwerk, veraltet zuweilen auch als Hauwerk bezeichnet, bezieht sich auf bereits ausgebrochenes (aus dem Gebirgsverband gelöstes), angeschüttetes, oder nach einer Sprengung aufgehäuftes Gesteinsmaterial, unabhängig davon, ob es nutzbare Bestandteile („Wertminerale“) enthält oder nicht.

## Entwicklung im Ruhrgebiet
Im Ruhrgebiet vor 1920, als noch viele steile Flöze von Hand abgebaut wurden, verbrachte man das Bergematerial fast vollständig zurück in die Grube und verwendete es dort als Bergeversatz.
Durch die zunehmende Mechanisierung und die Verlagerung der Kohlegewinnung in flach gelagerte Kohleflöze musste das anfallende Bergematerial jedoch über Tage gelagert werden und wurde meist in der Nähe des Bergwerkes aufgehaldet. So entstanden die typischen und weit sichtbaren Bergehalden im Umfeld der Bergwerke.